# Cool Kids
Cool Kids var en børnemusikgruppe som vandt det danske børnenes melodi grand prix, MGP, i 2004 med sangen "Pigen er min". Gruppen bestod af Caroline Forsberg Thybo, Ibrahim Chouqeir og Niki "Nack" Popovic. Da de vandt MGP var Caroline Forsberg Thybo og Niki Popovic begge 11 år og gik i samme skole i Skanderborg. Ibrahim Chouqeir var 10 år og boede i Århus. Sejren i MGP kvalificerede Cool Kids til at deltage i Junior Eurovision Song Contest i Lillehammer i Norge, hvor de de blev nummer 5 ud af 18 deltagere. Efterfølgende havde gruppen en række koncerter og tv-optrædener. Gruppen blev nedlagt nogle år senere.